# Завоеводчик
Завоеводчик — товарищ, помощник воеводы, подручный воеводы; в старину в русских войсках то же, что в наше время адъютант. В провинциальном управлении соответствовал вице-губернатору.
Татищев сближал завоеводчиков с генерал-адъютантами (так как они происходили из «знатных фамилий»), считая, что эквивалентом собственно адъютантов были есаулы; с его мнением соглашался Успенский. По их мнению, название произошло оттого, что завоеводчики ездили позади воеводы, «за воеводой». Количество завоеводчиков у некоторых воевод достигало двадцати. В их обязанности также входила охрана знамени.